# Теннессі Тайтанс
"Тита́ни Те́ннессі (англ. Tennessee Titans) — професійна команда з американського футболу, розташована в місті Нашвілл в штаті Теннессі. Команда є членом Південного дивізіону, Американської футбольної конференції, Національної футбольної ліги.
Домашнім полем для «Тайтанс» є стадіон LP Філд в Нашвіллі.
Команда заснована у 1960 під назвою Х'юстон Ойлерс в місті Х'юстон в штаті Техас. До 1970 команда була членом Американської футбольної ліги, доки вона не вступила до Національної футбольної ліги. У 1997 році команда переїхала до Теннессі під назвою  Теннессі Ойлерс. У 1999 році назва була змінена на «Теннессі Тайтанс».
«Теннессі Тайтанс» досі не виграли жодного Суперболу (чемпіонату НФЛ) (англ. AFC-NFC Super Bowl).